# Білогородка (Маріїнський округ)
Білогоро́дка (рос. Белогородка) — село у складі Маріїнського округу Кемеровської області, Росія.

## Населення
Населення — 681 особа (2010; 755 у 2002).
Національний склад (станом на 2002 рік):
- росіяни — 96 %